# Râul subacvatic din Marea Neagră

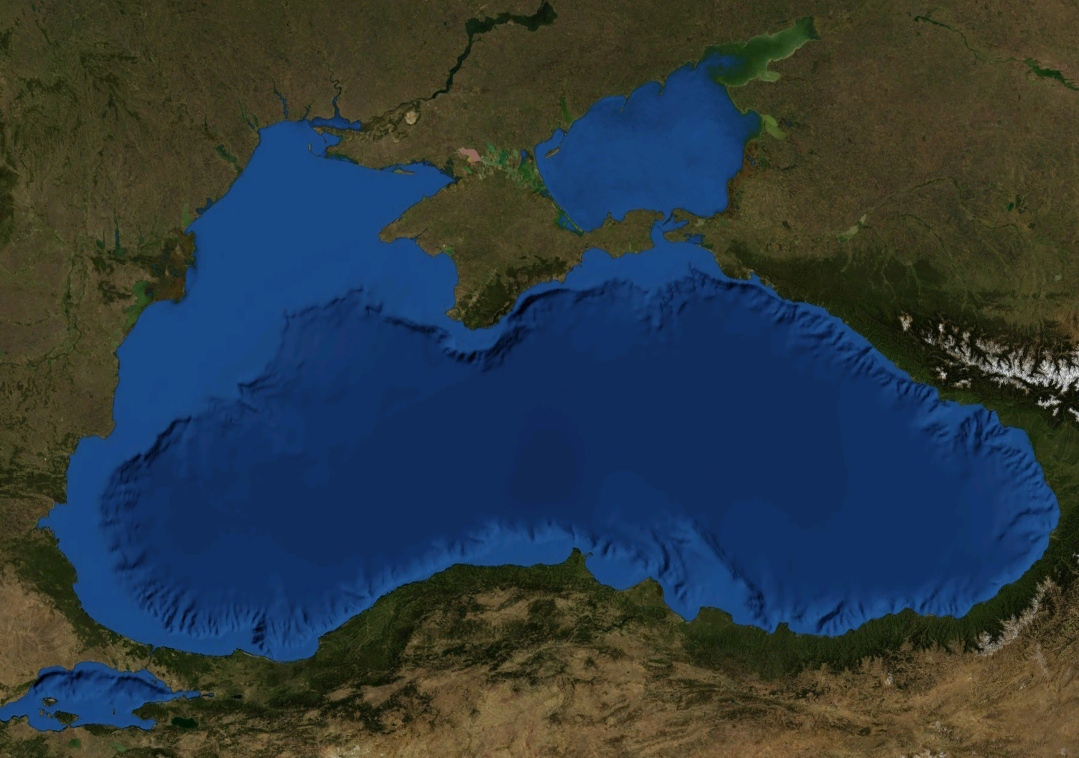

Râul subacvatic din Marea Neagră este un curent de apă salină care curge prin Strâmtoarea Bosfor și de-a lungul fundului Mării Negre. Descoperirea acestui râu a fost anunțată la 1 august 2010 și a fost făcută de oamenii de știință de la Universitatea din Leeds. Acest râu este primul de acest gen din lume.
Râul submarin constă în apă sărată care curge prin strâmtoarea Bosfor dinspre Marea Mediterană în Marea Neagră, unde apa are salinitate mai mică.
Acest curs de apă s-a format acum circa 7500 de ani, când Bosforul și-a dezvoltat fluxul bidirecțional cu cele două sensuri la adâncimi diferite.
Specialiștii mai descoperiseră anterior canale care se întind de-a lungul fundului oceanelor, pe care le-au observat prin scanarea cu sonarul. Unul din cele mai mari astfel de canale duce de la gurile Amazonului înspre largul Oceanului Atlantic. Deși se bănuia că aceste canale ar putea funcționa ca niște râuri, abia prin descoperirea râului din Marea Neagră s-a confirmat acest fapt. Din cauza forței și imprevizibilității acestor cursuri de apă, ele au fost dificil de explorat direct. O echipă de specialiști conduși de Jeff Peakall și Daniel Parsons de la Universitatea din Leeds a colaborat cu colegi de la Universitatea din Southampton⁠(d), Universitatea Memorială a Newfoundlandului⁠(d), și cu Institutul de Științe Marine⁠(d) din Turcia. Echipa a folosit vehiculul Autosub3 de la Natural Environment Research Council⁠(d) – un vehicul autonom submarin⁠(d) în formă de torpilă, de 7 metri lungime – pentru a se apropia cât mai mult cu putință de curent. Ei au găsit că râul are 60 km lungime, până la 35 m adâncime și 1 km lățime. Deși este mai mic decât canalul de la gurile Amazonului, râul ce trece pe acolo transportă de zece ori mai multă apă decât Rinul. Apa curge cu o viteză de 6 km/h, și un debit de 22.000 m³/s. Dacă ar fi un râu de suprafață, ar fi al șaselea cel mai mare din lume.
S-a constatat că acest râu conține caracteristici tipice unui râu de suprafață, cum ar fi maluri⁠(d), câmpii sedimentare, cascade și repezișuri. O mare diferență față de apele de suprafață o constituie aceea că, la trecerea printr-un cot, se creează vârtejuri care se învârt în sens invers. Râul funcționează ca un curent de densitate⁠(d), deoarece transportă sedimente de-a lungul fundului mării, și are o salinitate mai mare decât apa din jur.
Există și un canal secundar, la 6 km est de cel principal. El s-a format prin scurgeri intermitente, și a erodat câteva creste paralele cu malul.